# بيتر أولسون
بيتر أولسون (بالسويدية: Petter Olson)‏ هو منافس ألعاب قوى سويدي، ولد في 14 فبراير 1991.

## وصلات خارجية
- بيتر أولسون على موقع الاتحاد الدولي لألعاب القوى (الإنجليزية)
- بيتر أولسون على موقع الدوري الماسي (الإنجليزية)
- بيتر أولسون على موقع TFRRS.org (الإنجليزية)